# Нейрофіброматоз
Нейрофібромато́з (англ. Neurofibromatosis;NF) — полісистемне, поліорганне, спадкове захворювання з аутосомно-домінантним моногенним типом наслідування, яке належить до групи факоматозів (від грец. φακή — сочевиця). Останні представляють групу спадкових захворювань, при яких загальним фактором є ураження нервової системи та шкіри, рідше — кісткової тканини, очей, інколи — внутрішніх органів. Описи хвороби відомі з I століття.
На сьогодні розрізняють 4 типи нейрофіброматозу.

## Етіологія
Достеменно невідома. На сьогодні розглядають ендокринну, дизонтогенетичну і неврогенну теорії виникнення нейрофіброматозу. У розвитку нейрофіброматозної тканини беруть участь як нервові волокна, так і сполучнотканинні елементи ендо- і периневрію. Найбільше аргументів є на користь дизембріогенетичної теорії, згідно з якою доказом участі в розвитку нейрофіброматозу ектодерми є ураження нервової системи і шкіри, а мезодерми — кісткової тканини. Є свідчення того, що процес запускається внаслідок хромосомних аберацій у 22-й чи 17-й хромосомах.

## Патогенез
Підґрунтям патологічних змін є порушення утворення з гена протеїну NF1 або NF2 (нейрофібромін). Цей білок є супресором пухлин і тому слугує регулятором сигналу проліферації та диференціації клітин. Дисфункція нейрофіброміну може впливати на регуляцію і спричиняти неконтрольовану проліферацію клітин.

## Клінічні ознаки
Перші ознаки часто можна виявити відразу після народження дитини або в перші роки його життя. Це потовщення тканин однієї половини обличчя. М'які тканини за структурою і кольором нічим не відрізняються від непошкоджених нормальних тканин. З віком у дітей поступово з'являється безболісна деформація м'яких тканин обличчя, щелеп, рухливість зубів, пігментні плями. Можливе порушення зору на боці ураження. Постійними клінічними ознаками нейрофіброматозу є пігментні плями, пухлини шкіри і підшкірної жирової клітковини, нервів, фізичні та психічні порушення, які в третині випадків з'являються з народження, у двох третин хворих з віком.
- Перша ознака — пігментні плями. Вони мають світло-кавовий колір, улюблена локалізація — внутрішня поверхня кінцівок, область спини, паху. Над поверхнею шкіри не підіймаються. Поряд з пігментними плямами можуть бути депігментовані ділянки шкіри, які нагадують вітіліго. На очах можуть з'явитися вузлики Ліша,, які проявляються плямами відтінку світлої кави на райдужці ока біля зіниць.
- Другою ознакою є пухлини шкіри і підшкірної жирової клітковини, які виявляють у двох третин. Вони проявляються в трьох формах:

- Слоновість. Для неї при нейрофіброматозі характерна деформація обличчя через пухлину, яка охоплює кілька ділянок. Частіше це відбувається у скроневій, привушній, щічній областях. Таку деформацію виявляють одразу після народження, вона збільшується протягом перших 2-3 років життя. Шкіра над нею спочатку звичайного забарвлення, зберігає свій тургор і еластичність, однак з віком темнішає, атрофується і звисає складками.
- Вузлуваті утворення. При цьому спостерігають велику кількість новоутворень у вигляді різного розміру вузлів, що розташовані на обличчі та тулубі. Для неї характерні збільшення окремих вузлів і утворення нових через певний проміжок часу від 2-3 місяців до 2-3 років. Потім відбувається період ремісії, коли пухлини не змінюються ані кількісно, ані якісно. Пігментні плями на шкірі частіше супроводжують цю форму нейрофіброматозу.
- Масивні пігментовані нейрофіброми. Вони частіше локалізуються на волосистій частині голови. Шкіра тут щільно пов'язана з пухлиною, пігментована — темно-коричневого забарвлення, волосся з часом у цій ділянці може випадати. Якщо пухлина локалізується на обличчі, вона також має таке забарвлення. Функція шкірних залоз підвищена, тому їхній секрет накопичується в складках пухлини, що наддає обличчю масний вигляд, ускладнює його гігієну. Для цієї групи уражень інші ознаки нейрофіброматозу не типові.

- Третя ознака — пухлини нервів. При цьому уражається периферична нервова система. Пухлини являють собою вузли веретеноподібної або неправильної форми, які міцно охоплюють нервові волокна. Клінічно пухлини нервів можуть ніяк не проявлятися, лише при хірургічному втручанні можливо побачити їх у вигляді білих безкапсульних новоутворень і видалити. В окремих випадках хворих турбує парестезія, анестезія або гіперестезія навколишніх тканин.
- Четвертою ознакою є фізичні й психічні порушення, зокрема пізній розвиток вторинних статевих ознак, акромегалія, порушення діяльності вищої нервової системи у вигляді псевдопсихоорганічного синдрому, що проявляється олігофренією, затримкою розвитку мови і пізнавальних функцій, що спостерігають у більшості пацієнтів.

Усі чотири ознаки входять до діагностичної тетради Дарньє.

Часто спостерігають різні аномалії зубо-щелепної системи, що проявляються деформаціями альвеолярного відростка — порушеннями прикусу, гіпоплазією емалі, адентією, флюорозом зубів, зрештою макроглосією.
Слід розуміти, що усі ознаки рідко відбуваються разом, бо різним типам нейрофіброматозу притаманні певні особливості.

## Нейрофіброматоз І типу
Детальніші відомості з цієї теми ви можете знайти в статті Нейрофіброматоз І типу.

## Нейрофіброматоз II типу
Детальніші відомості з цієї теми ви можете знайти в статті Нейрофіброматоз II типу.

## Інші типи
- III тип зустрічається рідко, характеризується утворенням нейрофібром на долонях, блідими, відносно великими пігментаціями відтінку кави з молоком, двобічними невриномами присінково-завиткових нервів, менінгіомами задньої черепної ямки і верхньошийного відділу хребта, спінальними та параспінальними нейрофібромами, відсутністю вузликів Ліша (гамартом райдужки) і пухлини ЦНС, що швидко розвиваються на другому або третьому десятилітті життя.
- IV тип також є рідкісним. Клінічно нагадує нейрофіброматоз I типу, але немає вузликів Ліша.

## Діагностика
Діагностика нейрофіброматозу ґрунтується на скаргах, даних клінічного (наявності ознак тетради Дарньє), лабораторного, патоморфологічного та інструментального обстеження. Наявність в сім'ї подібних випадків полегшує діагностику.

### Лабораторно-інструментальне обстеження
У половини хворих в клінічному аналізі крові виявляють непостійний лейкоцитоз і еозинофілію.

Для діагностики нейрофіброматозу використовують на сьогодні такі підтверджуючі методи:
- МРТ
- Комп'ютерну томографію (КТ)
- ЕЕГ
- Дослідження очей за допомогою щілинної лампи
- Генетичне тестування
- Патогістологічні методи

Усі МРТ- і КТ-ознаки при цьому поділяють на три групи:
- перша група — загальні зміни скелета, що мають вроджений характер. До них зараховують потовщення, дисплазію і подовження кісток кінцівок, черепа і лицевого скелета.
- друга група — місцеві зміни, що виникають внаслідок утворення пухлин з кісток. Проявляються вони у вигляді деструкцій, екзостозів, періостальних нашарувань, простих дефектів.
- третя група — «гіпертензивні» зміни, що виникають через підвищення внутрішньочерепного тиску в черепі при оклюзії лікворних шляхів пухлинами.

## Лікування
Лікування дітей з нейрофіброматозом багатоетапне, тривале, вимагає втручання різних фахівців (стоматолога, окуліста, нейрохірурга, педіатра тощо). Лікування спрямоване на відновлення порушених функцій жування, ковтання, дихання, зору, усунення деформацій м'яких тканин і кісток.